# Охаба (Брашов)
Охаба (рум. Ohaba) — село у повіті Брашов в Румунії. Входить до складу комуни Шинка.
Село розташоване на відстані 165 км на північний захід від Бухареста, 37 км на захід від Брашова.

## Населення
За даними перепису населення 2002 року у селі проживала 301 особа.
Національний склад населення села:
| Національність | Кількість осіб | Відсоток |
| -------------- | -------------- | -------- |
| румуни         | 214            | 71,1%    |
| цигани         | 85             | 28,2%    |

Рідною мовою назвали:
| Мова      | Кількість осіб | Відсоток |
| --------- | -------------- | -------- |
| румунська | 281            | 93,4%    |
| циганська | 18             | 6,0%     |